# شارون ميلر
شارون ميلر (بالإنجليزية: Sharon Miller)‏ هي لاعبة غولف أمريكية، ولدت في 31 يناير 1941 في مارشال في الولايات المتحدة.